# Фритцлар
Фритцлар (на немски: Fritzlar) е малък град в Северен Хесен, Германия, на площ от 88,79 км² и 14 390 жители (към 31 декември 2012). Намира се на около 25 км (въздушна линия) югозападно от Касел.
Градът се създава от построените от мисионера Бониваций църква и манастир през 723 г. На имперското събрание във Фритцлар през 919 г. Хайнрих I Птицелов, херцог на Саксония, е избран на 12 май за крал на Източното франкско царство. През 1483 г. по време на чумата от около 2200 жители оживяват само около 600.